# Steppe boisée de l'Elbourz
Localisation
La steppe boisée de l'Elbourz est une écorégion terrestre définie par le Fonds mondial pour la nature (WWF) qui couvre les versants méridionaux de la chaîne de l'Elbourz ainsi que les monts Aladagh, les monts Binalud et les monts Jaghatai, en Iran. Elles appartiennent au biome des forêts de conifères tempérées de l'écozone paléarctique.